# Energía (canción)
«Energía» es un tema inédito de la banda de rock alternativo mexicana Zoé que fue un obsequio para sus fans por el buen recibimiento de su álbum MTV Unplugged/Música de fondo que se encontraba en descarga gratuita.
El sencillo se estrenó el 14 de febrero de 2012 con un mensaje en su página oficial 

"Para Zoé el 2011 fue un año de muchos logros y satisfacciones." Zoé

## Concurso para el Videoclip
Durante su Además del lanzamiento, Zoé había  convocado a su público a participar en el corto de esta canción. Lo único que debías hacer es grabar un video en el que expliques lo que “Energía” signifique para ti, utilizando instrumentos u objetos que representen la canción.
El video debe tener una duración de entre 10 y 30 segundos y deberá ser grabado en el mejor formato posible.
Y la cual estuvo abierto del 14 de febrero al 14 de marzo.

## Versiones en vivo
Esta canción nunca ha sido tocada completamente en vivo, se ha tocado solamente partes de la canción en su participación en el festival de música Vive Latino edición 2012.
Y la segunda vez fue al final de canción Deja Te Conecto en vivo en el Foro Sol grabado en su álbum en vivo 8.11.14

## Personal
- León Larregui - voz líder.
- Ángel Mosqueda - Bajo
- Rodrigo Guardiola - Batería.
- Jesús Báez - Teclado.
- Sergio Acosta - guitarra acústica.
- Chetes - guitarra eléctrica.
- Andrés Sánchez - Percusiónes.
- Yamil Rezc - Percusiónes, Glockenspiel.
- Daniel Zlotnik - Saxofón Tenor.